# Tylecodon singularis
Tylecodon singularis ist eine Pflanzenart der Gattung Tylecodon in der Familie der Dickblattgewächse (Crassulaceae).

## Beschreibung
Tylecodon singularis wächst als sehr kleiner Geophyt aus einer unterirdischen, knolligen Basis mit verdickten, spindeligen Wurzeln. An dem einzelnen, kahlen Trieb werden keine Phyllopodien ausgebildet und er wird bis 10 Millimeter lang und 7 Millimeter im Durchmesser. Es wird ein einzelnes, in Kultur selten bis vier, kreisrundes Blatt ausgebildet. Das konkav geformte Blatt ist 5 bis 8 Zentimeter im Durchmesser groß, an der Basis herzförmig und mit einem kurzen, rinnigen Stiel versehen. Die Blattunterseite ist purpurn gefärbt und mit Drüsenhaaren besetzt.
Der Blütenstand besteht aus aufrechten, ausgebreiteten und 15 bis 35 Zentimeter hohen Thyrsen mit 2 bis 4 Monochasien, die wiederum in 5 bis 10 aufrechten bis ausgebreiteten Einzelblüten enden. Die röhrige, blass gelblich grüne Blütenkrone wird bis 13 Millimeter lang und ist zum Schlund hin leicht erweitert. Die Innenseite ist mit kurzen Haaren besetzt. Die zurückgebogenen Zipfel werden 6 bis 7 Millimeter lang. Die gelblichen Nektarschüppchen sind quadratisch geformt und werden etwa 1 Millimeter lang. Sie sind ganzrandig oder ausgerandet ausgebildet.

## Systematik und Verbreitung
Tylecodon singularis ist im südlichen Namibia in der Sukkulenten-Karoo verbreitet. Die Erstbeschreibung erfolgte 1970 durch Robert Allen Dyer als Cotyledon singularis. Helmut Richard Tölken stellte die Art 1978 in die Gattung Tylecodon.